# Amphiura sundevalli
Amphiura sundevalli är en ormstjärneart som först beskrevs av Müller och Franz Hermann Troschel 1842.  Amphiura sundevalli ingår i släktet Amphiura och familjen trådormstjärnor. Inga underarter finns listade i Catalogue of Life.